# Suvereto
Suvereto ist eine italienische Gemeinde mit 2932 Einwohnern (Stand 31. Dezember 2023) in der Provinz Livorno in der Toskana und ist Mitglied der Vereinigung I borghi più belli d’Italia (Die schönsten Orte Italiens).

## Lage und Daten
Der Ort liegt auf einer Anhöhe nördlich über dem Tal des Flusses Cornia (Val di Cornia), ca. 15 km vom Tyrrhenischen Meer entfernt. Suvereto besitzt eine gut erhaltene mittelalterliche Altstadt und ist von Wald (Kastanien, Korkeichen, Macchia) umgeben. Neben dem Hauptort gehören zu Suvereto die auf Hügeln liegenden Ortsteile Prata und Belvedere sowie die im Tal der Cornia gelegenen Frazioni Montioni und San Lorenzo.
Die Nachbargemeinden sind Campiglia Marittima, Castagneto Carducci, Follonica (GR), Massa Marittima (GR), Monterotondo Marittimo (GR), Monteverdi Marittimo (PI), Piombino, San Vincenzo und Sassetta.

## Geschichte
Suvereto wurde um das Jahr 1000 zum ersten Mal erwähnt, als der Ort zum Lehen der Familie Aldobrandeschi gehörte. 1201 wurde es erste freie Kommune der nördlichen Maremma. 1228 verband sich Suvereto mit Massa Marittima, kam aber schon 1237 mit anderen ghibellinischen Orten zu Pisa. Ab 1399 gehörte es zu Piombino.
Der Name des Ortes leitet sich von dem lateinischen Wort Quercus suber für die Korkeiche ab, die in der Gegend intensiv genutzt wurde. Heute hat Suvereto eine bedeutsame Olivenöl- und Weinproduktion (Weinbaugebiet DOC Val di Cornia).
Die Stadt ist Mitglied der Cittaslow, einer 1999 in Italien gegründeten Bewegung zur Entschleunigung und Erhöhung der Lebensqualität in Städten durch Umweltpolitik, Infrastrukturpolitik, urbane Qualität, Aufwertung der autochthonen Erzeugnisse, Gastfreundschaft, Bewusstsein und landschaftliche Qualität.

### Die Leiche von Heinrich VII. in Suvereto

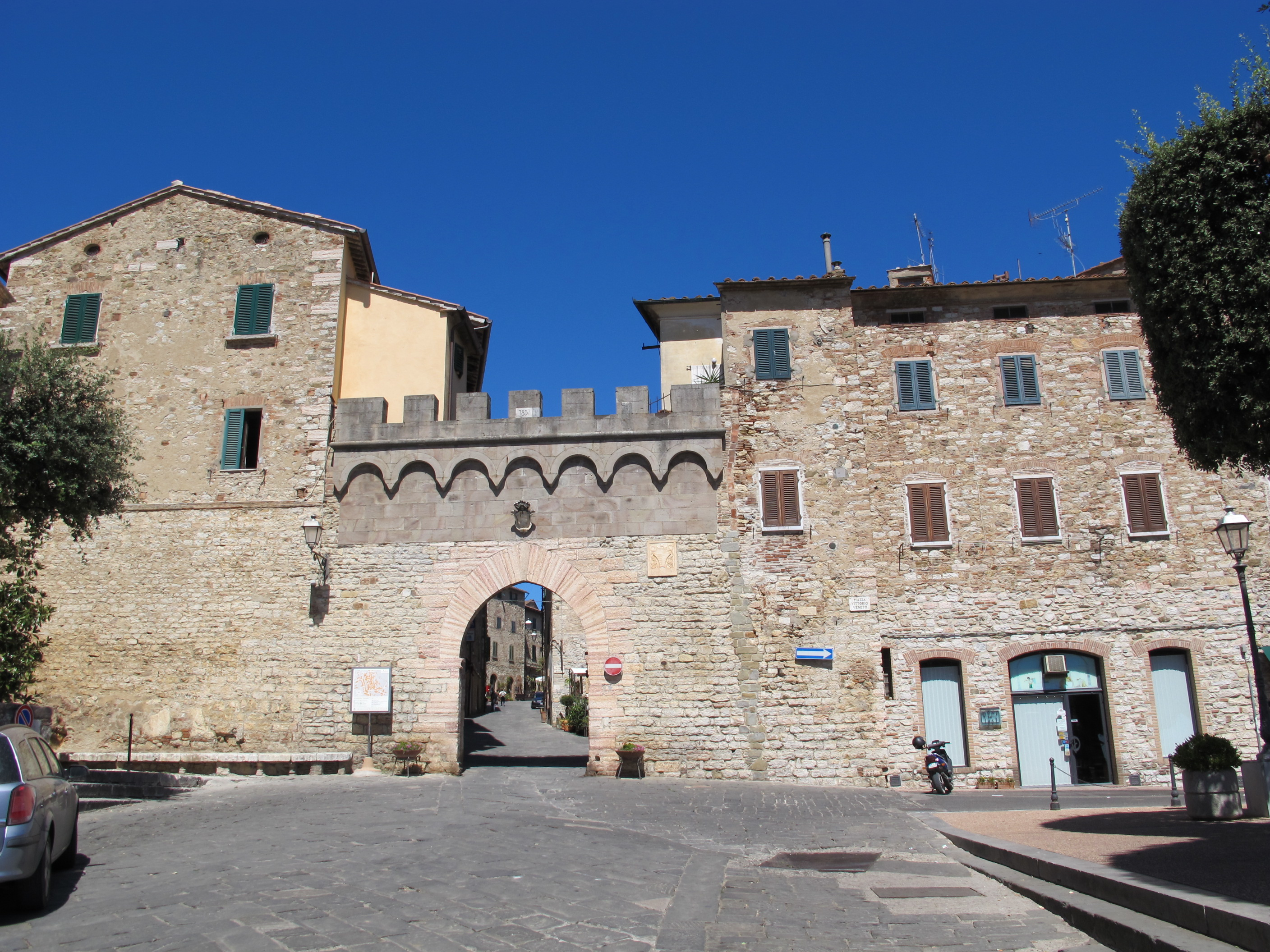
Porta di Sotto, das südliche Stadttor

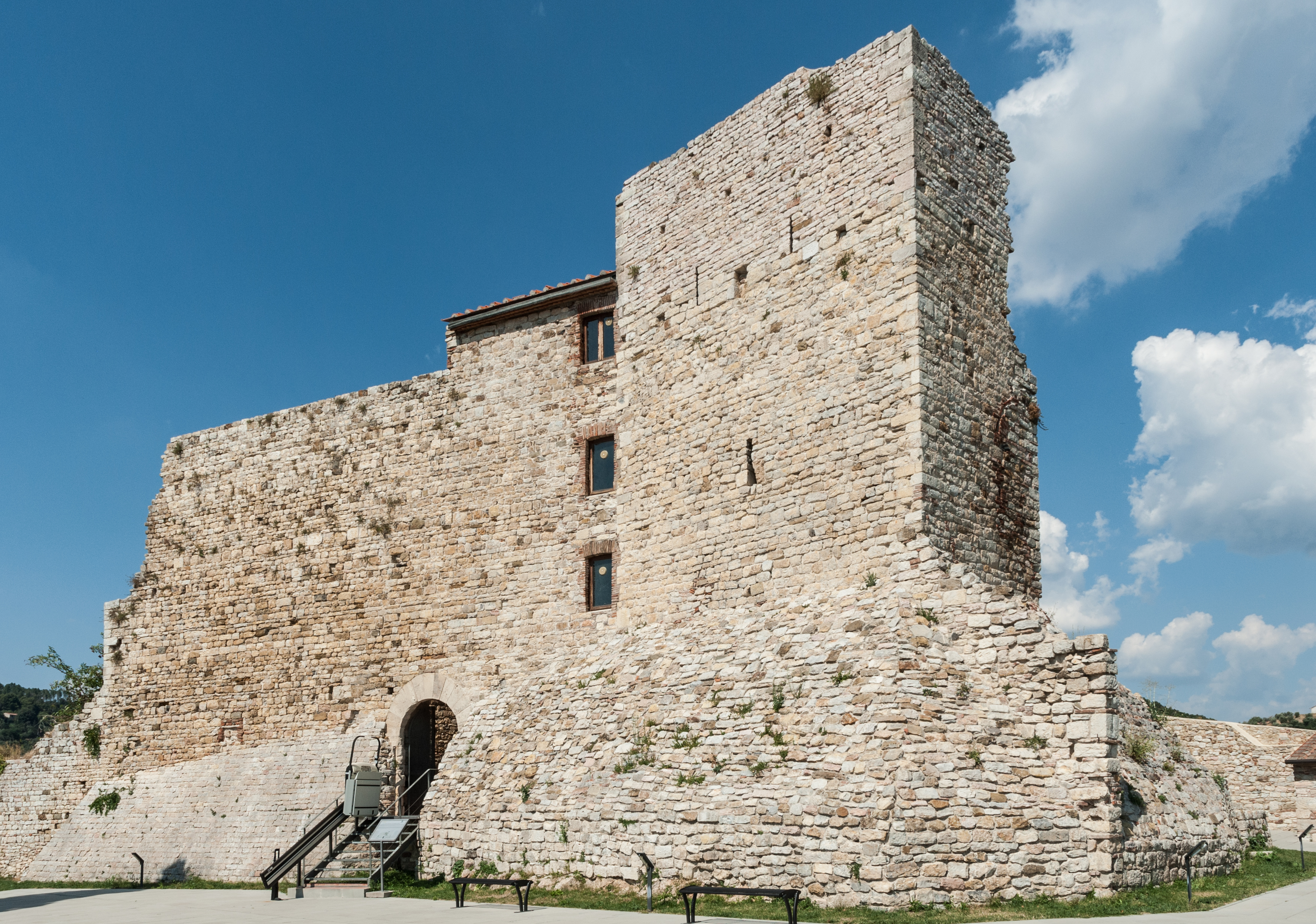
Rocca Aldobrandesca

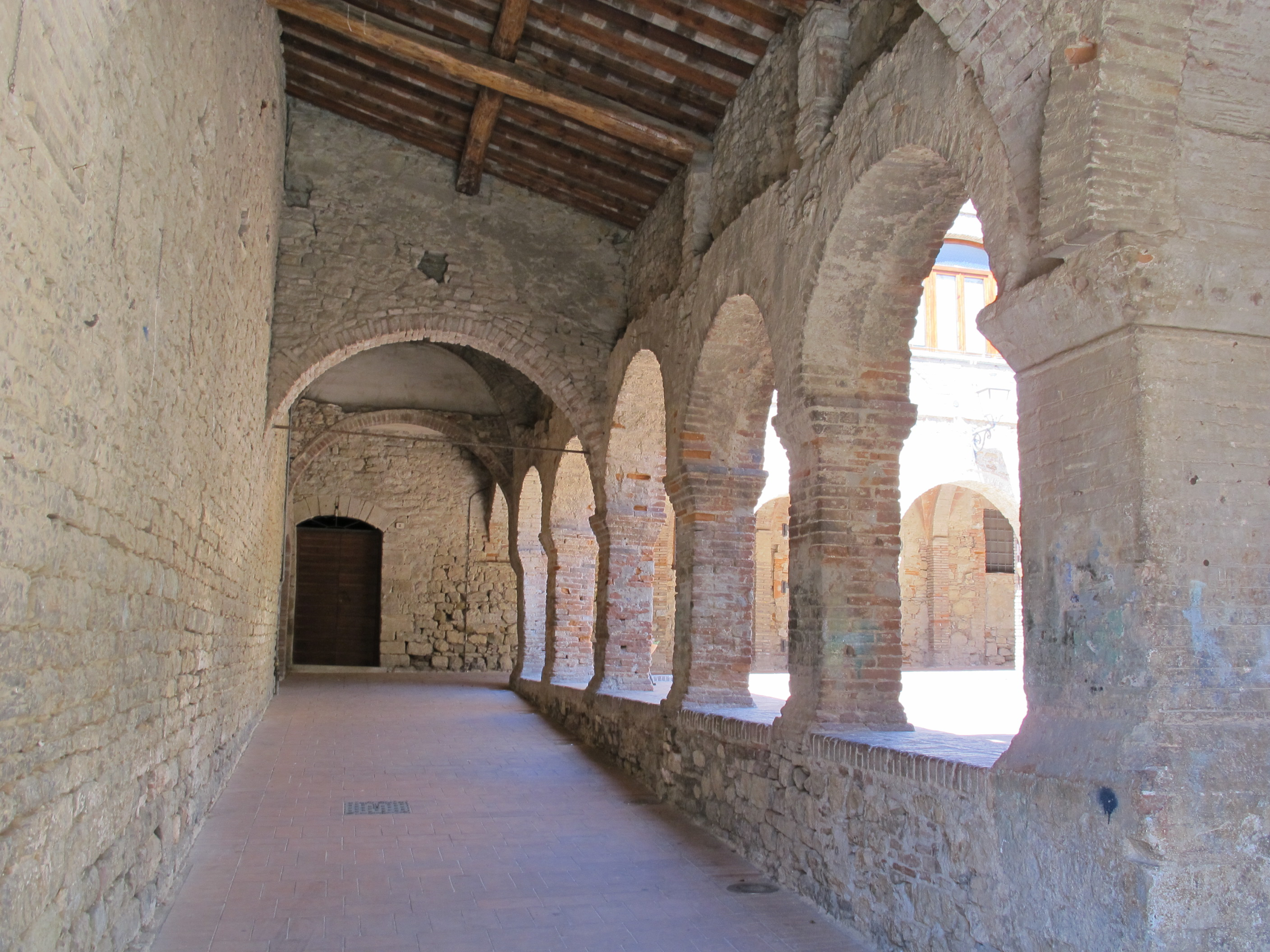
Kreuzgang des ehemaligen Klosters San Francesco

Im August 1313, während eines Feldzuges im Rahmen des Konflikts zwischen Ghibellinen und Guelfen, starb Kaiser Heinrich VII. in Buonconvento an den Folgen der Malaria. Während des Transportes der Leiche in die ghibellinische Hauptstadt Pisa machte das Heer in Suvereto Station, das damals ebenfalls ghibellinisch war. Hier wurde in der Nähe des Convento San Francesco die Verwesung des Leichnams durch Trocknung am Feuer verhindert. Danach war der Leichnam ca. 2 Jahre bis zur Fertigstellung des von Tino di Camaino für den Dom zu Pisa geschaffenen Sarkophags in der Kirche San Giusto in Suvereto aufgebahrt. Der Sarkophag befindet sich immer noch im südlichen Seitenschiff des Pisaner Doms. An die Episode erinnern in Suvereto z. B. der Straßenname „Via della Insegna“ (Straße des Wappens) und der Name des Palio dell’Imperatore (s. Regelmäßige Veranstaltungen).

## Kultur und Sehenswürdigkeiten
Suvereto ist von einer Stadtmauer in Form eines Fünfecks mit acht Türmen umgeben.
- Über der Altstadt erheben sich die Reste der Rocca Aldobrandesca, einer mittelalterlichen Burganlage der Aldobrandeschi, die unter der Herrschaft der Pisaner im 13. Jh. errichtet und mehrfach umgebaut wurde.
- Palazzo Comunale – Rathaus mit einer schönen Loggia (Anfang des 13. Jh.)
- Convento di San Francesco – Franziskanerkloster (errichtet 1286–1288), das unter Napoleonischer Herrschaft im Jahre 1808 aufgelöst wurde. Erhalten ist ein schöner Kreuzgang.
- Santissimo Crocifisso (Kirche des heiligen Kreuzes, 15. Jh.)
- Chiesa di San Giusto – Romanische Kirche, erstmals 923 bezeugt. Die heutige Struktur geht auf das Jahr 1189 zurück. Bei der Kirche befindet sich das Museo di Arte Sacra – Museum für sakrale Kunst.
- Madonna di Sopra la Porta – Kirche, errichtet 1772
- Museo Artistico della Bambola – Puppenmuseum

## Sonstige Bauwerke
- Stromrichterstation der HGÜ-SACOI (Seekabelverbindung zwischen dem italienischen Festland und Sardinien)
- Entwicklungszentrum für Hochspannungsschaltanlagen der ENEL, einschließlich einer 1100 kV-Versuchsleitung (Länge: 3 km, streckenweise Erdkabel) nach Valdicciola

## Regelmäßige Veranstaltungen
- Fiera di Suvereto – Dorffest (erster Sonntag im Mai). Bei dem Wettkampf Palio delle Botti rollen zwei Mannschaften Weinfässer durch die Straßen der Stadt.
- Palio dell’Imperatore – Wiederholung des Palio delle Botti (12. August). Das Fest erinnert an Kaiser Heinrich VII., dessen Leiche sich, vor der Bestattung im Dom zu Pisa, von 1313 bis 1315 in Suvereto befand (siehe oben).
- Fiera di Suvereto – Dorffest, Mitte September
- Extempore – Internationales Kunstfest, September
- Sagra del Cinghiale – Fest des Wildschweins, 1. Sonntag im Dezember